# Jazzism
Jazzism is een Nederlands online magazine over jazzmuziek. Het blad verscheen als papieren tijdschrift van 2006 tot en met 2024.
Jazzism verscheen 6 keer per jaar. Het tijdschrift bevatte recensies, interviews, achtergrondverhalen, profielen van overleden jazzmusici en fotografie. De naam van het blad verwees volgens de redactie mede naar 'stroming', omdat het tijdschrift aandacht wilde besteden aan de diverse stromingen in jazz, soul, blues, latin en wereldmuziek. Jazzism had naar eigen zeggen een oplage van 16.500 exemplaren en een bereik van 40.000 lezers.
Sinds 2007 was Jazzism partner van de Edisons en naamgever van de Edison Jazzism Publieksprijs. De eerste winnaar van deze prijs was Boris.
Ook was Jazzism mediapartner van het North Sea Jazz Festival, het bracht voorafgaand aan het festival een North Sea Jazz special uit.
De eerste hoofdredacteur was Bert Huisjes, die in 2011 werd opgevolgd door Paul Evers, voormalig hoofdredacteur van OOR. De laatste hoofdredacteur was Annie van der Velde.
Medewerkers en muziekjournalisten die voor Jazzism schreven waren onder andere Bert Vuijsje, Jean-Paul Heck, Eddy Determeyer, Rudie Kagie, Adriaan Jaeggi en Leendert van der Valk. Van der Valk werd genomineerd voor de Jip Golsteijn Journalistiekprijs met een verhaal dat hij schreef voor het blad.
Eind 2024 maakte Jazzism bekend dat het moest stoppen vanwege financiële redenen. Het laatste nummer lag begin december 2024 in de winkel. Voor toekomstig jazznieuws verwees Jazzism naar World of Jazz, een nieuw multimediaplatform van de Concertzender. Het online archief van Jazzism zal daar te vinden zijn, net als links naar Nederlandse jazzmedia als JazzNu, Jazzenzo, Jazzflits, JazzRadar en het Nederlands Jazz Archief.
In januari 2025 maakte Jazzism bekend dat het verdergaat als online magazine en nieuwsbrief, met rubrieken als nieuws, concerttips, interviews, profielen en recensies.